# バーデの窓

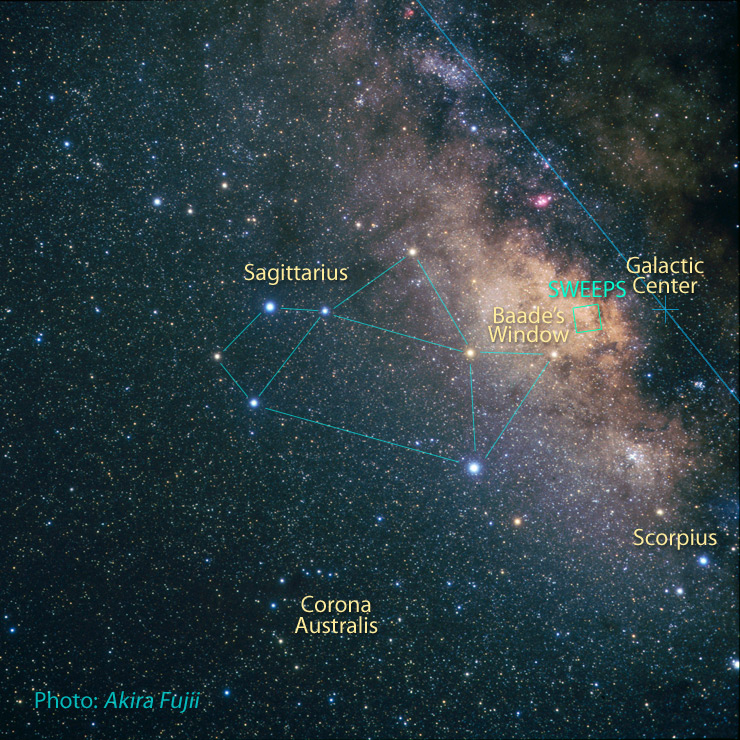
天の川の「バーデの窓」

バーデの窓 (Baade's window, BW) は、地球からの視線方向に星間塵が比較的少ない空の領域。この領域は、星間塵に遮られて可視光では見えない天の川銀河の中心に近い領域が観測可能なため、観測の「窓」と見なされた。この重要性を最初に認識した天文学者ウォルター・バーデにちなんで名付けらた。この領域は、天の川の最も明るく見える区画の1つに該当する。 

## 歴史
ウォルター・バーデは、天の川銀河の中心を探していた1940年代半ばにカリフォルニアのウィルソン山天文台にある100インチ (2.5 m)フッカー望遠鏡を使ってこの領域を観測した。この頃まで、銀河中心の構造と位置について確実なことは知られていなかった。バーデは、この領域が主に種族IIの恒星で構成されている観測結果から、天の川銀河はM31（アンドロメダ銀河）に形が似た、ハッブル分類のSbに相当するという説を提唱した。

## 意義
バーデの窓は、可視および近可視波長の光で遠方の中心バルジ周辺の星々を研究するためによく使用される。バーデの窓はいて座の方向、銀河バルジの中心からわずかに南の銀経1°・銀緯-4°の辺り、球状星団NGC 6522の中心にある。窓の輪郭は不規則で、およそ1度の範囲に収まっている。バーデの窓は、天の川銀河中央のバルジの星が見える6つの領域の中で最も大きいものである。 
OGLEおよびその他の観測プログラムは、重力マイクロレンズ法により、この領域の恒星を周回する太陽系外惑星の検出に成功している。 
バーデの窓で観測された星は「BW星」、巨星は「BW巨星」と呼ばれる。